# Pierre Marot
Pour l’article ayant un titre homophone, voir Pierre Marraud.
Pour les articles homonymes, voir Marot.
Pierre Eugène Alexandre Marot, né le 15 décembre 1900 à Neufchâteau (Vosges) et mort le 28 novembre 1992 à Paris 6e, est un historien médiéviste français, directeur de l'École nationale des chartes de 1954 à 1970. Il était membre de l'Institut.
Archiviste-paléographe de formation, il est principalement connu pour ses travaux sur Jeanne d'Arc et l'histoire de la Lorraine. Conservateur du Musée lorrain de Nancy pendant près de soixante ans, il a été considéré en son temps comme l'un des meilleurs spécialistes français de l'histoire de l'art, du Moyen Âge à l'Époque moderne.

## Biographie

### Origines familiales et formation
Pierre Eugène Alexandre Marot naît à Neufchâteau (Vosges) le 15 décembre 1900. Son père, Jules Marot, employé de banque puis marchand de vins, est lui aussi Néocastrien, descendant d'une famille de cantonniers ; sa mère, née Berthe Schagelen, sans profession, est originaire de Vesoul (Haute-Saône) où son père était professeur au lycée,. Dans la calme  sous-préfecture vosgienne d'un département désormais frontalier avec l'Alsace allemande, à dix kilomètres de Domremy, village natal de Jeanne d'Arc, l'unique enfant du couple Marot sera marqué à vie par l'amour de la Patrie et le culte johannique.

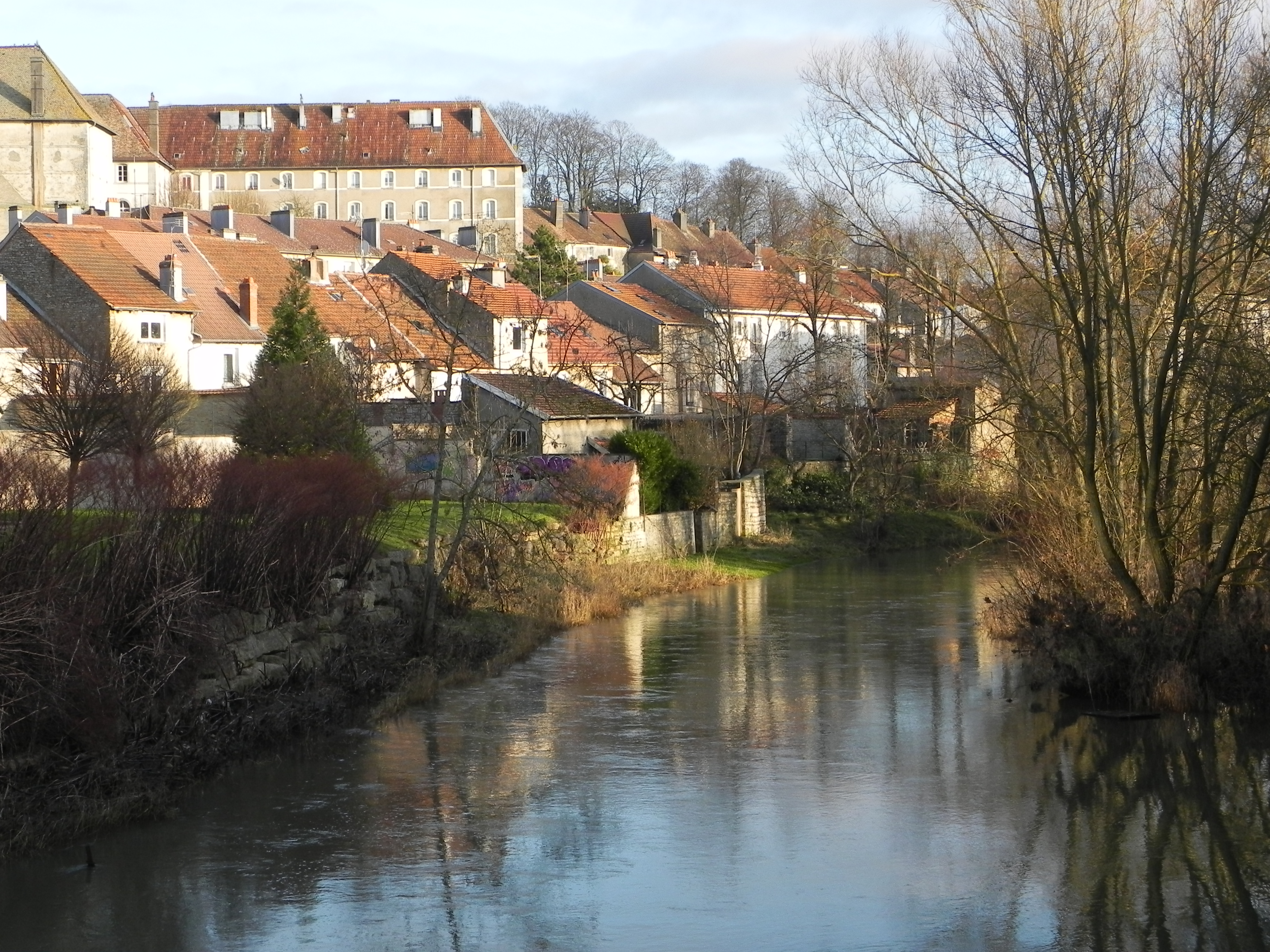
Un des plus anciens quartiers de Neufchâteau, ville natale de Pierre Marot, en bordure du Mouzon, un affluent de la Meuse.

Au collège de Neufchâteau pendant la Grande Guerre, son professeur de rhétorique, remarque vite son penchant pour l'histoire, et, après un baccalauréat obtenu en 1918, son jeune élève se voit orienté vers l'École des chartes. Il n'existe pas alors de classes préparatoires pour une telle poursuite d'études, et c'est aux Archives nationales, à la Sorbonne et à l'École pratique des hautes études que Marot acquiert toute l'érudition nécessaire pour passer avec succès, l'année suivante, un concours d'entrée très sélectif.
À 18 ans, il est le cadet de sa promotion. L'École des chartes est pour lui une seconde maison de famille où il s'épanouit, tissant des liens d'amitié avec ses camarades, et en nouant d'autres avec Marthe Schneider, deux promotions en dessous de la sienne, la fille d'un médecin militaire d'origine alsacienne qui deviendra son épouse en 1925,. Il termine ses études en soutenant en 1924 une thèse sur l'histoire de sa ville natale au Moyen Âge (Neufchâteau en Lorraine au Moyen Âge), ce qui lui confère un diplôme d'archiviste-paléographe. Publiée en 1932, sa thèse obtiendra une médaille au concours des Antiquités nationales organisé chaque année par l'Académie des inscriptions et belles-lettres.

### Nancy et le Musée lorrain

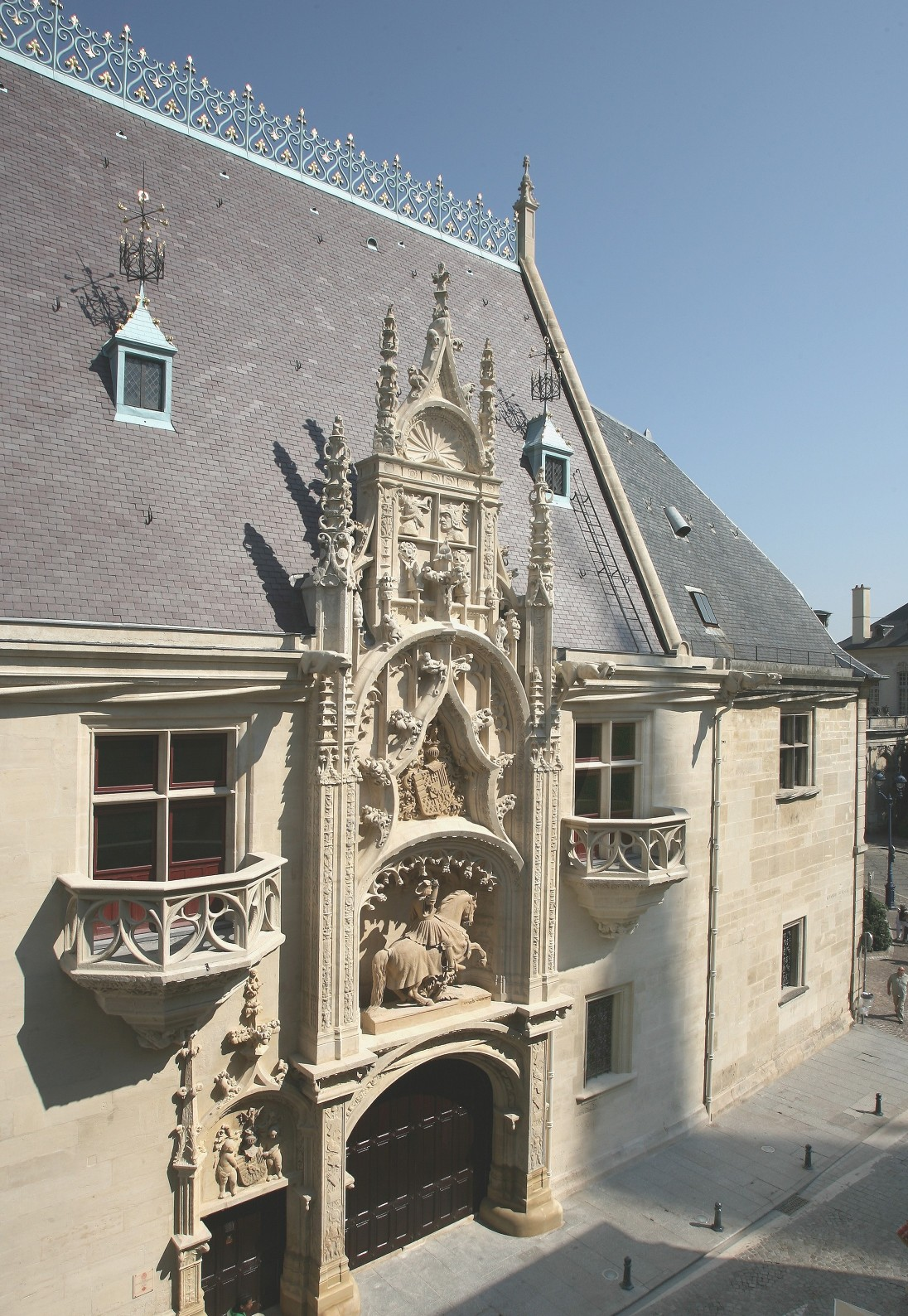
Le Musée lorrain de Nancy, ancien palais des ducs de Lorraine. Marot en sera le conservateur pendant près de soixante ans.

Après une année aux Archives nationales, le très jeune paléographe devient en 1927 archiviste en chef de Meurthe-et-Moselle. Très vite membre associé de l'Académie de Stanislas, il s'intéresse tout particulièrement à la revue du Pays lorrain à laquelle il est abonné depuis l'âge de vingt ans. Charles Sadoul, son fondateur, l'associe à la rénovation du périodique, ce qui fournira à Marot le cadre souhaité pour ses articles sur l'art lorrain.
Son goût inné pour la pédagogie et la vulgarisation lui fait accepter des responsabilités qui vont rester au premier plan de ses préoccupations tout au long de sa vie : l'extension et la rénovation du Musée lorrain de Nancy, et la restauration de l'église des Cordeliers et de la Chapelle ronde. Il est soutenu dans cette tâche par le maréchal Lyautey, président de l'association des Amis du Musée lorrain.

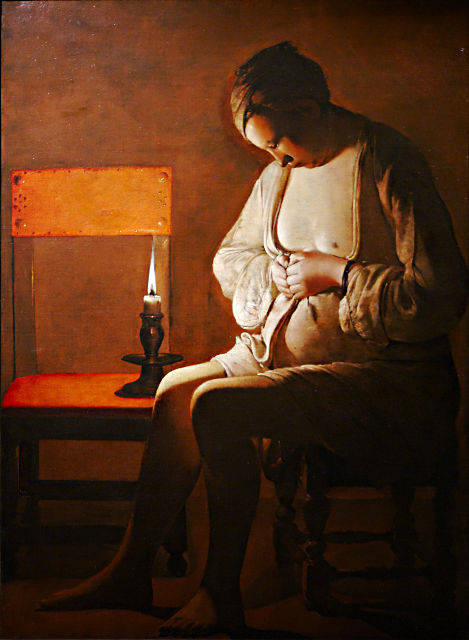
La Femme à la puce, huile sur toile de Georges de La Tour (vers 1638), Musée lorrain. Marot en facilitera l'acquisition en 1966.

Promu conservateur du Musée en 1934, il assistera en 1937 à sa réouverture en grande pompe. Une nouvelle salle est consacrée aux graveurs lorrains — en particulier à Jacques Callot —, tandis que Georges de La Tour, qui vient d'être redécouvert, trouve toute la place qui lui est due.
En septembre 1939, Marot est mobilisé à Nancy à l'état-major de la 20e région militaire, ce qui lui laisse le temps, avant la débâcle de juin 1940, de mettre à l'abri en Aquitaine les plus précieuses pièces du Musée et des archives départementales. Démobilisé en zone libre, il devra attendre février 1941 avant d'être autorisé à rejoindre Nancy. Il y retrouve son bureau des Archives occupé par un officier allemand, lui aussi archiviste, et la cohabitation s'avère délétère. Par chance, dans le courant de la même année, l'École des chartes lui propose la chaire de « bibliographie et archives de l'histoire de France ».
Ses nouvelles fonctions à Paris ne l'empêchent pas de poursuivre sa tâche à la tête du Musée lorrain. À la Libération, et bien qu'il faille réinstaller les œuvres rapatriées du Sud de la France et exposer de nouvelles collections, le Musée peut rouvrir ses portes dès 1946. En 1952, Marot pressent en l'abbé Jacques Choux un successeur de choix. Il restera malgré tout conservateur en titre jusqu'à sa mort en 1992, continuant à suivre avec attention le développement du Musée, et jouant un rôle essentiel dans l'acquisition de nouvelles œuvres, comme par exemple celle de La Femme à la puce de Georges de La Tour en 1966.

### Paris et l'École des chartes

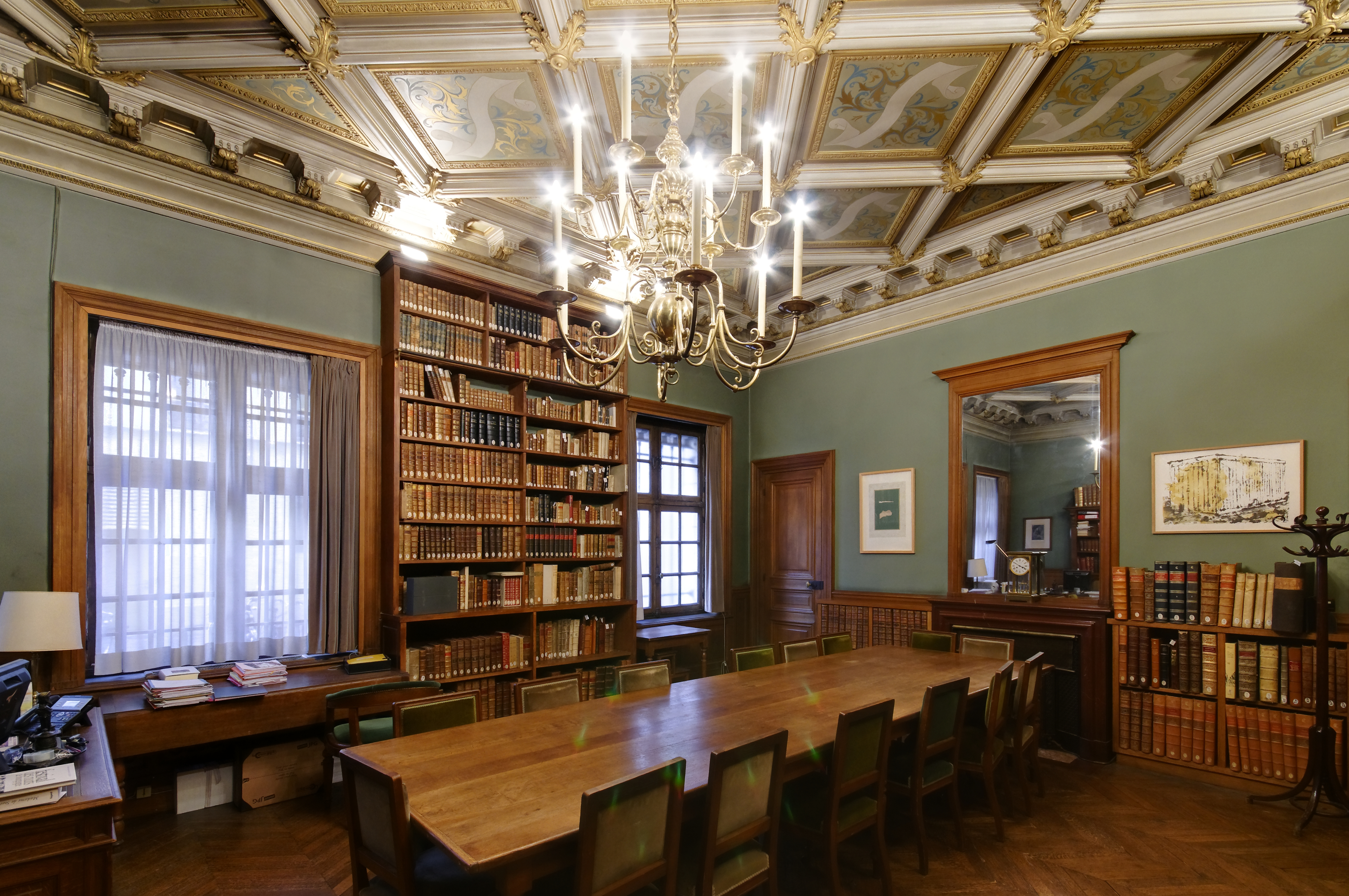
Bureau du directeur de l'École des chartes. Marot l'occupera pendant seize ans.

Professeur à l'École des chartes en 1941, Marot s'attache à élargir l'esprit de son public, constitué de futurs bibliothécaires et archivistes. Il crée ainsi un enseignement de l'histoire du livre et de la gravure. À ces fonctions professorales s'ajoutent en 1954 — et jusqu'en 1970 — les responsabilités de directeur de l'École des chartes, pour laquelle il revendique avec succès une autonomie financière. Constatant que le nombre de candidats au concours d'entrée à l'École baisse dangereusement, il parvient en 1961 à obtenir pour les élèves un statut d'élèves fonctionnaires analogue à celui que connaissent les élèves des Écoles normales supérieures. L'École des chartes, rendue plus attrayante, voit son recrutement sauvé, démocratisé et élargi. Enfin, bien que le Moyen Âge ait été la raison d'être de l'École tout au long du XIXe siècle, Marot introduit dès le début des années soixante un enseignement d'histoire économique du Moyen Âge et de l'Époque moderne, une initiation à la paléographie moderne, et un cours d'histoire des institutions contemporaines. C'est pourquoi, lors des événements de Mai 68, il vivra comme une injustice la contestation du « passéisme » de l'École par des attaques qu'il jugera imméritées.
Le 30 mai 1958, son élection comme « membre libre résidant » à l'Académie des inscriptions et belles-lettres représente l'apogée de sa carrière d'archiviste-paléographe. L'abbaye de Chaalis étant la propriété de l'Institut de France, c'est en tant que membre de l’Institut que Marot sera plus tard le conservateur de l’« abbaye royale de Chaalis–musée Jacquemart-André » lors de sa retraite, entre 1974 et 1990,.
Dans les années soixante, son nom est désormais incontournable pour tout ce qui touche à l'histoire de l'art, et, quand André Malraux décide en 1964 de faire réaliser l'« Inventaire général des monuments et richesses artistiques de la France », Marot en est membre de la commission centrale. D'autres instances font aussi appel à sa compétence et son dévouement pour siéger dans différentes commissions nationales, ou diriger des périodiques scientifiques (par exemple : Archivum, revue internationale des archives publiée sous les auspices de l'UNESCO, dont il sera le directeur pendant près de vingt ans, ou la Revue d'histoire de l'Église de France qu'il dirigera pendant plus de trente ans). Il est aussi amené à présider diverses compagnies savantes plus que séculaires, telles que la Société des antiquaires de France ou la Société de l'histoire de France.

### La Lorraine et la Mort

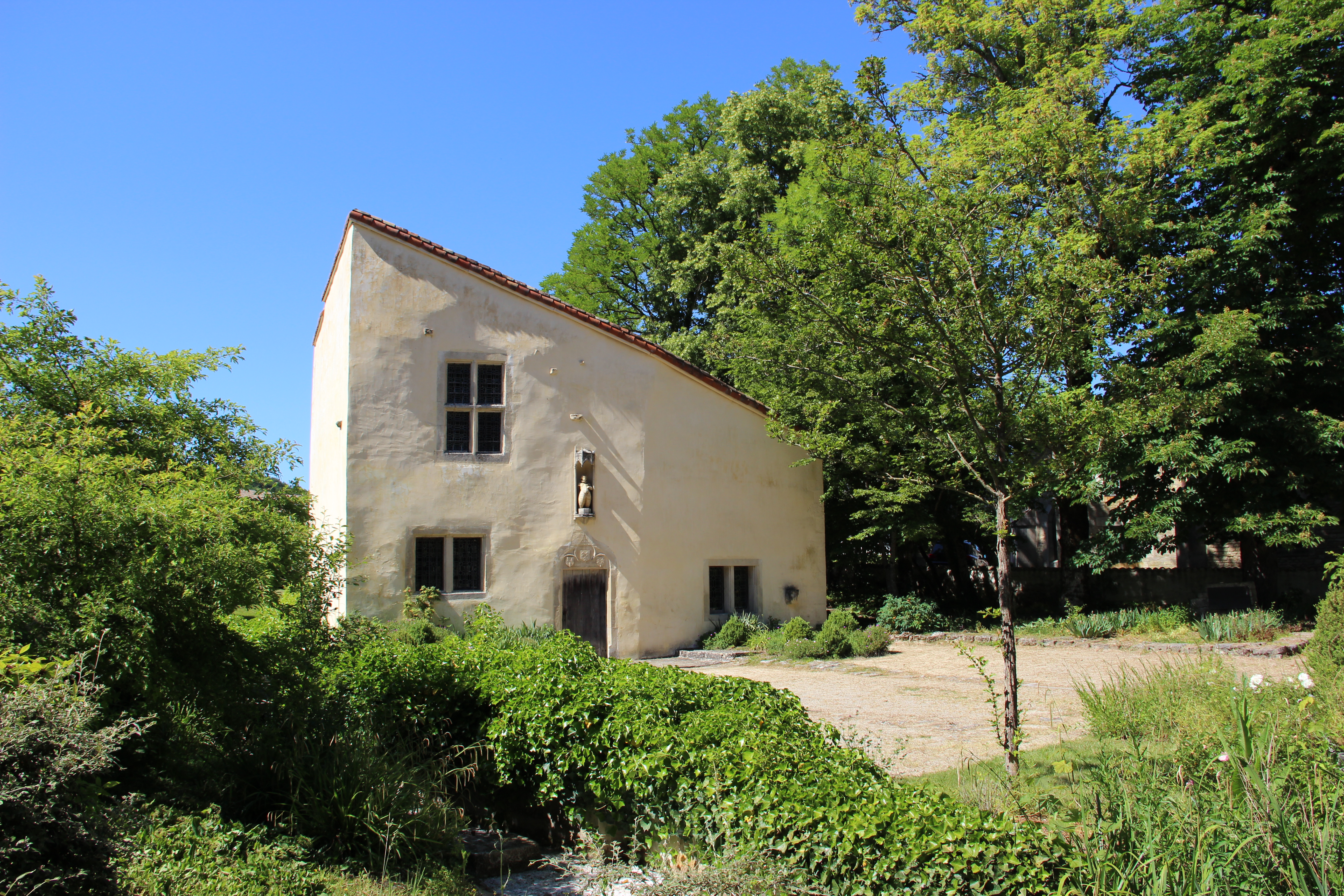
Maison natale de Jeanne d'Arc à Domremy. Marot en sera le conservateur pendant près de quarante ans.

À vrai dire, même sous le plafond à caissons de son bureau de directeur de l'École des chartes, la Lorraine — et plus particulièrement Jeanne d'Arc — reste pour Marot d'un irrésistible attrait. Il accepte en 1954 d'être conservateur de la maison de Jeanne d'Arc, à Domremy (Vosges). La maison et ses abords ont été amputés et défigurés au fil des siècles ; pour lui redonner sa simplicité et sa valeur de symbole, Marot fait dégager et recrépir ce qui peut être du XVe siècle, se refusant à toute reconstitution, et présentant les pièces dans leur austère nudité. Entre 1960 et 1971, il supervise la parution des huit tomes, traduits et commentés, du Procès de condamnation et du Procès en nullité de la condamnation de Jeanne d'Arc, un projet qu'il chérissait depuis longtemps.

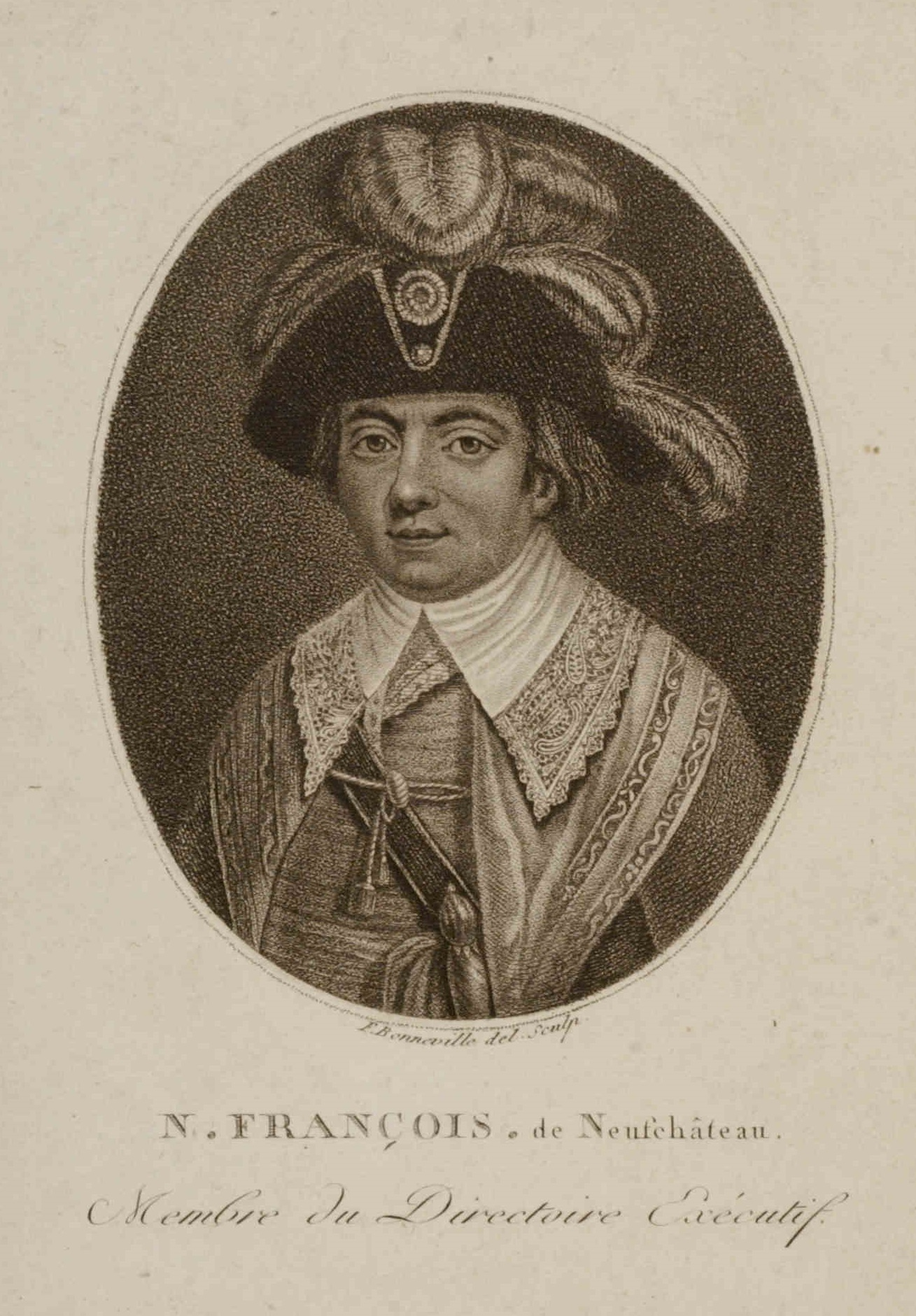
Nicolas François de Neufchâteau, membre du Directoire exécutif, gravure de François Bonneville (1797). Marot lui consacrera une volumineuse biographie.

C'est peut-être ce contact accru avec ses Vosges natales qui le fait accepter, en 1960, d'être aussi le conservateur du site archéologique de Grand, dans l'extrême ouest du département des Vosges. Il y retrouve son ami académicien Édouard Salin, richissime ingénieur civil des mines, et féru d'archéologie au point d'avoir fondé le laboratoire archéologique du Musée lorrain, et présidé la Société d'archéologie lorraine. Salin et Marot seront, dans les années soixante, deux des artisans du renouveau d'intérêt pour ce site gallo-romain.
La curiosité de Marot ne se limite pas à l'Antiquité ou au Moyen Âge : dans les mêmes années soixante, il s'intéresse de près à l'un de ses compatriotes controversé, Nicolas François de Neufchâteau, habile rimeur plutôt que poète, agronome avisé, et homme politique versatile pendant la Révolution et l'Empire, qui terminera sa carrière comme académicien, président du Sénat conservateur et comte de l'Empire. Il lui consacre en 1966 une biographie de plus de 400 pages.
Cependant, tout autant que par Jeanne d'Arc et l'histoire de la Lorraine, Marot semble avoir été tenaillé par la Mort. Comment expliquer en effet que le jeune chartiste, dès 1924, s'intéresse autant aux sépulcres, aux obituaires, aux tombeaux ou aux pompes funèbres ? Cette obsession se reflète dans le dernier ouvrage publié de son vivant et intitulé La Lorraine et la Mort, collection d'articles parus sur ce thème tout au long de sa vie, dans une délicate attention de son entourage académique pour son 90e anniversaire.
Celui qui s'inquiétait, peu avant de disparaître, de la sortie de la 4e édition de son livre sur le Vieux Nancy publié près de soixante ans plus tôt, et qui aimait à rappeler que « la conscience, la minutie et l'exactitude sont les qualités maîtresses et nécessaires » d'un travail d'érudition s'éteint paisiblement à Paris le 28 novembre 1992 à l'aube de ses 92 ans. Marthe Marot, née Schneider, son épouse et fidèle collaboratrice, le suit dans la tombe le 30 mai 1996.

## Publications

### Sélection d'articles
- (avec André Philippe), « Le « sépulcre » de l'église des Cordeliers de Neufchâteau en Lorraine », Revue d'histoire franciscaine, vol. 1,‎ 1924, p. 144-168.
- « L'obituaire de Varangéville », Bulletin mensuel de la Société d'archéologie lorraine, 2e série, vol. 20,‎ 1925, p. 57-64.
- « Jean Beaudouin de Rosières-aux-Salines », Mémoires de l'Académie de Stanislas, vol. 180, no 30,‎ 1929, p. 115-126.
- « Neufchâteau en Lorraine au Moyen Âge », Mémoires de la Société d'archéologie lorraine et du Musée historique lorrain, t. LXVIII (4e série, 18e volume : 1928-1929),‎ 1930, p. I-XXVIII et 1-198 (lire en ligne).
- « À quelle époque saint Nicolas devint-il le patron de la Lorraine ? », La Semaine religieuse du diocèse de Nancy et de Toul, vol. 68,‎ 1931, p. 323-324 et 338-339.
- « Neufchâteau en Lorraine au Moyen Âge (2e partie – suite et fin) », Mémoires de la Société d'archéologie lorraine et du Musée historique lorrain, t. LXIX (4e série, 19e volume : 1930-1931),‎ 1932, p. 199-404 (lire en ligne).

 Réédité, avec l'article paru dans la même revue en 1930, en un volume unique portant le titre Neufchâteau en Lorraine au Moyen Âge, Nancy, A. Humblot et Cie, 1932, XXVIII-404 p. 
- « Le tombeau de Philippe de Gueldre », Bulletin de la Société nationale des antiquaires de France, no 44,‎ 1943, p. 285.
- « La minute française du procès de Jeanne d'Arc », Revue d'histoire de l'Église de France, vol. 39, no 133,‎ 1953, p. 225-237 (lire en ligne)

### Principaux ouvrages
- Recherches sur les pompes funèbres des ducs de Lorraine, Nancy, Berger-Levrault, 1935, 138 p.
- (avec l'abbé Jacques Choux pour la 4e éd., augmentée d'un Dictionnaire des rues du vieux Nancy par Dominique et Paul Robaux), Le Vieux Nancy, Nancy, Presses universitaires de Nancy et Éditions du Pays lorrain, coll. « Beaux livres et les Guides du Pays lorrain », 1993, 4e éd. (1re éd. 1935), 295 p. (ISBN 2-86480-653-3)
- Jacques Callot d'après des documents inédits, Nancy, Berger-Levrault, 1939, 108 p. (lire en ligne)
- Émile Duvernoy 1861-1942 : bibliographie précédée d'une notice sur sa vie, Nancy, Société d'impressions typographiques, 1943, LXXVII p.
- La Lorraine, Paris, Éditions Alpina, 1947, 154 p.
- Le Symbolisme de la croix de Lorraine, Nancy, Berger-Levrault, coll. « Cahiers du Pays lorrain », 1948, IV-64 p.
- Le Pays de Jeanne d'Arc, Paris, Éditions Alpina, coll. « La France illustrée », 1951, 68 p. (lire en ligne)
- Emmanuel Héré (1705-1763) : biographie du premier architecte du roi Stanislas suivie d'une étude sur la genèse de la place Royale de Nancy, Nancy, Berger-Levrault, 1954, 76 p.
- Le Culte de Jeanne d'Arc à Domremy : son origine et son développement, Nancy, Éditions du Pays lorrain, 1956, 63 p.
- (avec André Philippe pour la description archéologique), Saint-Nicolas-de-Port : la grande église et le pèlerinage, Nancy, Berger-Levrault, coll. « Les Guides du Pays lorrain », 1963, 175 p.
- La Place royale de Nancy, image de la réunion de la Lorraine à la France, du monument du Bien-Aimé à la statue du Bienfaisant, Paris, Berger-Levrault, 1966, 156 p.
- Recherches sur la vie de François de Neufchâteau à propos de ses lettres à son ami Poullain-Grandprey, Paris, Berger-Levrault, 1966, 440 p.
- Jeanne la bonne Lorraine à Domremy : la marche de la Haute-Meuse, la mission de Jeanne d'Arc, souvenir et culte de l'héroïne dans son pays, Ingersheim, S.A.E.P., 1980, 123 p.
- (avec Jean-Loup Lemaître et la Bibliothèque historique de la Ville de Paris), L'Obituaire du chapitre collégial Saint-Honoré de Paris, Paris, Académie des inscriptions et belles-lettres, coll. « Obituaires du recueil des historiens de la France » (no 2), 1987, 245 p.
- La Lorraine et la Mort, Nancy, Presses universitaires de Nancy, 1991, XX-192 p. (ISBN 978-2-86480-466-6)
- (avec Mireille-Bénédicte Bouvet) (préf. Albert Voilquin), Jeanne d'Arc : pour aider à connaître la Pucelle et sa mission : recueil consacré aux études sur son histoire et son historiographie, Épinal, Archives départementales des Vosges, 1993, 192 p. (ISBN 978-2-86088-006-0)

## Distinctions et hommages
- Commandeur de la Légion d'honneur
- Commandeur de l'ordre national du Mérite
- Commandeur de l'ordre des Palmes académiques
- Officier de l'ordre des Arts et des Lettres

La bibliothèque municipale de Neufchâteau porte le nom de Pierre Marot.